# Alcis extinctaria
Alcis extinctaria är en fjärilsart som beskrevs av Eduard Friedrich Eversmann 1851. Alcis extinctaria ingår i släktet Alcis och familjen mätare. Inga underarter finns listade i Catalogue of Life.